# 미국 상원 임시의장

미국 상원 임시의장의 문장

미국 상원 임시의장(영어: President pro tempore)은 미국에서 대통령, 부통령, 하원 의장에 이어 4번째로 높은 직위이다. 명목상으로는 상원 의장을 겸직하는 부통령 아래에서 부의장 정도의 직책을 맡고 있으나, 실질적으로는 상원 의장 역할을 담당한다.
헌법에 따르면 대통령, 부통령, 하원 의장 모두가 부재일 경우 상원 임시의장이 대통령직을 맡게 된다. 만약 상원 임시의장까지 부재일 경우 국무부 장관을 시작으로 미국 대통령 계승순위에 따라 대통령 계승권이 주어진다.
상원 의장인 부통령이 부재일 경우에는 상원 임시의장이 의장직을 대행하게 된다. 일반적으로 미국 상원 임시의장은 다수 정당에서 가장 오랜 기간 동안에 의원직을 맡아온 의원이 선출되는 것이 1949년부터 관례가 되었다. 현재는 척 그래슬리가 2025년 1월부터 상원 임시의장직을 맡게 되었다.